# Egy katona élete
Az Egy katona élete (eredeti cím: Man Down) 2015-ös amerikai háborús filmthriller, amelyet Dito Montiel rendezett. A főbb szerepekben Shia LaBeouf, Jai Courtney, Gary Oldman, Kate Mara és Clifton Collins Jr. látható.
Először a Velencei Nemzetközi Filmfesztiválon mutatták be 2015. szeptember 6-án. Amerikában 2016. december 2-án mutatták be a mozikban.

## Cselekmény
A háborús veterán Gabriel Drummer visszatér Amerikába az afganisztáni harcmezőről. Ott egy posztapokaliptikus világot vél felfedezni. Az afganisztáni élményeitől traumatizált katona, legjobb barátjával, Devin Robertsszel és egy másik túlélővel, Charlesszal közösen próbálnak túlélni a romok között. Gabriel azonban nem csak a saját túlélésével, hanem felesége, Natalie és fia, Jonathan életben maradásával is törődik.
Egy másik történetszálban az empatikus Peyton kapitány egy terápiás ülésen beszélget Gabriellel az afganisztáni élményeiről. Fokozatosan kiderül, tévesen azt feltételezte, hogy egy szoba biztonságos, amikor belépett egy háborús övezetben lévő házba. Nem sokkal később a csoportját ebben a szobában lévő rejtekhelyről lőtték le, és egyik bajtársa meghalt. A tüzet viszonozva meg tudta állítani a lövöldözést, de aztán rájött, hogy közben megölt egy nőt és annak gyermekét. Ez az élmény rosszul érintette, és az öngyilkosságon gondolkodott. A terápia során azonban azt állítja, mindent kézben tart, és ezért visszautasítja a kezelést.
A harmadik történetszál Drummer fiával, Jonathannal és feleségével, Natalie-val való kapcsolatát írja le, nem sokkal az afganisztáni indulása előtt. A család egymással való kapcsolata meglehetősen vidám.
A három történetszál gyakran váltakozik, így a kiinduló helyzet, az események okai és következményei egymás után futnak. Néhány esetben a szálak korábbi cselekményeire utalnak, amelyek egy későbbi időpontban játszódnak le. A film vége felé kiderül, hogy az állítólag posztapokaliptikus világ valójában a saját otthona, békés környezetben. A traumában a saját fiát „mentette meg”, és minden más embert, beleértve a feleségét is, veszélyes ellenségnek tekint.
A film végén Drummert a rendőrök súlyosan megsebesítik, nem sokkal azután, hogy felismerte a feleségét.

## Szereplők
| Szerep            | Színész             | Magyar hang   |
| ----------------- | ------------------- | ------------- |
| Gabriel Drummer   | Shia LaBeouf        | Hamvas Dániel |
| Natalie Drummer   | Kate Mara           | Kelemen Kata  |
| Peyton kapitány   | Gary Oldman         | Epres Attila  |
| Devin Roberts     | Jai Courtney        | Varga Gábor   |
| Charles           | Clifton Collins Jr. | Dózsa Zoltán  |
| Johnathan Drummer | Charlie Shotwell    | Kadosa Patrik |
| Taylor            | Jose Pablo Cantillo |               |

### Magyar változat
- Bemondó: Korbuly Péter
- Magyar szöveg: Szép Veronika
- Hangmérnök: Gajda Mátyás
- Gyártásvezető: Bogdán Anikó
- Szinkronrendező: Szalay Csongor
- Produkciós vezető: Jávor Barbara

A szinkront a Direct Dub Studios készítette el.

## A film készítése
2014 szeptemberében Shia LaBeouf, Kate Mara és Gary Oldman csatlakozott a film szereplőgárdájához, a filmet Dito Montiel rendezte Adam G. Simon forgatókönyvéből. Dawn Krantz, Stephen McEveety és Jon Burton a film producerei, míg Lisa Wilson, Myles Nestel, Roger Goff, Russell Geyser és Clay Pecorin a vezető produceri. Ugyanebben a hónapban Jai Courtney is csatlakozott a filmhez. 2014 októberében Charlie Shotwell is csatlakozott.  2014. október 30-án kezdődött a forgatás New Orleansban, és 2014. december 5-én fejeződött be.

## Bemutató
A film világpremierje 2015. szeptember 6-án volt a Velencei Nemzetközi Filmfesztiválon. 2015. szeptember 12-én mutatták be a Torontói Nemzetközi Filmfesztivál gálaműsorában. A film forgalmazási jogait a Lionsgate Premiere szerezte meg. 2016. december 2-án mutatták be, és Észak-Amerikában körülbelül 450 ezer dolláros bevételt ért el. Az Egyesült Királyságban egy helyszínen, a Lancashire állambeli Burnley-ben található Reel Cinema-ban volt egy jelképes bemutató. Ezzel egyidejűleg a Video on Demand szolgáltatásokra is felkerült, ami biztosította, hogy a forgalmazóknak csak egyszer kelljen fizetniük a reklámért. Később arról számoltak be, hogy a megjelenésnek 7 font volt a mozi bevétele, ami csupán egy jegy árának felelt meg.